# Discografia di Tony Boy
La discografia di Tony Boy, rapper italiano, è costituita da tre album in studio, tre mixtape, due EP e quarantasette singoli (inclusi quelli come artista ospite), pubblicati dal 2018.

## Album in studio
| Anno                                                         | Titolo | Classifiche | Classifiche | Certificazioni |
| Anno                                                         | Titolo | ITA         | SWI         | Certificazioni |
| ------------------------------------------------------------ | --- | ----------- | ----------- | -------------- |
| 2023                                                         | Umile - Pubblicato: 7 luglio 2023 - Etichetta: Warner Music Italy - Formati: CD, download digitale, LP, streaming                 | 9           | —           | - ITA: Platino |
| 2024                                                         | Nostalgia (export) - Pubblicato: 26 febbraio 2024 - Etichetta: Warner Music Italy - Formati: CD, download digitale, LP, streaming | 1           | —           | - ITA: Platino |
| 2025                                                         | Uforia - Pubblicato: 27 giugno 2025 - Etichetta: Warner Music Italy - Formati: CD, download digitale, LP, streaming               | 1           | 45          | - ITA: Oro     |
| "—" indica una pubblicazione non classificata in quel paese. | |             |             |                |

## Mixtape
| Anno                                                         | Titolo | Classifiche | Classifiche | Certificazioni |
| Anno                                                         | Titolo | ITA         | SWI         | Certificazioni |
| ------------------------------------------------------------ | --- | ----------- | ----------- | -------------- |
| 2020                                                         | Going Hard - Pubblicato: 16 ottobre 2020 - Etichetta: Gorilla Recods - Formati: CD, download digitale, LP, streaming       | —           | —           |                |
| 2021                                                         | Going Hard 2 - Pubblicato: 2 settembre 2021 - Etichetta: Gorilla Recods - Formati: CD, download digitale, LP, streaming    | 45          | —           | - ITA: Oro     |
| 2024                                                         | Going Hard 3 - Pubblicato: 6 dicembre 2024 - Etichetta: Warner Music Italy - Formati: CD, download digitale, LP, streaming | 2           | 23          | - ITA: Platino |
| "—" indica una pubblicazione non classificata in quel paese. | |             |             |                |

## Extended play
| Anno                                                         | Titolo | Classifiche |
| Anno                                                         | Titolo | ITA         |
| ------------------------------------------------------------ | --- | ----------- |
| 2019                                                         | Non c'è futuro - Pubblicato: 7 giugno 2019 - Etichetta: Ventidiciotto, The Saifam - Formati: download digitale, streaming | —           |
| 2023                                                         | Export - Pubblicato: 22 dicembre 2023 - Etichetta: Warner Music Italy - Formati: download digitale, streaming             | 31          |
| "—" indica una pubblicazione non classificata in quel paese. | |             |

## Singoli

### Come artista principale
| Anno                                                         | Titolo                            | Classifiche | Certificazioni | Album di provenienza |
| Anno                                                         | Titolo                            | ITA         | Certificazioni | Album di provenienza |
| ------------------------------------------------------------ | --------------------------------- | ----------- | -------------- | -------------------- |
| 2018                                                         | Adesso                            | —           |                | /                    |
| 2018                                                         | Sogni                             | —           |                | /                    |
| 2018                                                         | Lontano                           | —           |                | /                    |
| 2018                                                         | Futuro                            | —           |                | /                    |
| 2019                                                         | Suite                             | —           |                | Non c'è futuro       |
| 2019                                                         | Infinito                          | —           |                | Non c'è futuro       |
| 2019                                                         | Fratello                          | —           |                | /                    |
| 2019                                                         | Routine                           | —           |                | /                    |
| 2020                                                         | Champagne                         | —           |                | /                    |
| 2020                                                         | 1999                              | —           |                | /                    |
| 2020                                                         | Jungla                            | —           |                | Going Hard           |
| 2020                                                         | Sembra facile (con Dutch Nazari)  | —           |                | Going Hard           |
| 2020                                                         | Gas                               | —           |                | Going Hard           |
| 2021                                                         | Piumini                           | —           |                | Going Hard 2         |
| 2021                                                         | Sesto senso                       | —           |                | Going Hard 2         |
| 2021                                                         | Lockdown (con Jamil)              | —           |                | Going Hard 2         |
| 2022                                                         | Emozioni                          | —           |                | /                    |
| 2022                                                         | Senza invito                      | —           |                | /                    |
| 2022                                                         | Vincere adesso                    | —           |                | /                    |
| 2022                                                         | Ronaldinho (con Digital Astro)    | —           |                | /                    |
| 2023                                                         | Hot                               | —           |                | Umile                |
| 2023                                                         | Progressi (feat. Vale Pain)       | —           |                | Umile                |
| 2023                                                         | Diretto al top                    | —           |                | Umile                |
| 2023                                                         | Rock'n'Roll (con Sick Luke)       | —           |                | /                    |
| 2023                                                         | Prova del 9 (con DrefGold)        | —           |                | /                    |
| 2024                                                         | Leanin'                           | 48          | - ITA: Oro     | Going Hard 3         |
| 2024                                                         | Respiro                           | 37          |                | Going Hard 3         |
| 2024                                                         | Il tempo cura                     | 18          |                | Going Hard 3         |
| 2024                                                         | Cerchio                           | 53          |                | Going Hard 3         |
| 2024                                                         | Etc (feat. Nardo Wick)            | 95          |                | Going Hard 3         |
| 2025                                                         | Wet (feat. Glocky)                | 33          |                | Uforia               |
| 2025                                                         | Uragano                           | 67          |                | Uforia               |
| 2025                                                         | Isolato                           | 61          |                | Uforia               |
| 2025                                                         | Nella trappola (Red Bull 64 Bars) | —           |                | /                    |
| 2025                                                         | Step (feat. Lazza)                | 20          |                | Uforia               |
| "—" indica una pubblicazione non classificata in quel paese. |                                   |             |                |                      |

### Come artista ospite
| Anno                                                         | Titolo | Classifiche | Certificazioni | Album di provenienza |
| Anno                                                         | Titolo | ITA         | Certificazioni | Album di provenienza |
| ------------------------------------------------------------ | --- | ----------- | -------------- | -------------------- |
| 2022                                                         | DEM (Kid Yugi feat. Artie 5ive e Tony Boy) | —           | - ITA: Oro     | The Globe            |
| 2023                                                         | Players Club '23 (Knights of the Posse) (Night Skinny feat. Nerissima Serpe, Artie 5ive, Tony Boy, Papa V, Low-Red, Digital Astro e Kid Yugi) | —           |                | /                    |
| 2023                                                         | 100mila (Rasty Kilo feat. Tony Boy e Kid Yugi)                                                                                                | 69          |                | /                    |
| 2023                                                         | Paninaro (Digital Astro feat. Tony Boy e Artie 5ive)                                                                                          | 29          | - ITA: Oro     | Astro                |
| 2023                                                         | Emotions (Don Pero feat. Tony Boy) | —           |                | Mezza parola         |
| 2024                                                         | Moon (Ava feat. Capo Plaza e Tony Boy) | 1           | - ITA: Oro     | /                    |
| 2024                                                         | Kiss Kiss (Digital Astro feat. Ghali e Tony Boy)                                                                                              | —           |                | /                    |
| 2024                                                         | Polvere (Shiva feat. Tony Boy) | 11          | - ITA: Oro     | Milano Angels        |
| 2024                                                         | Players Club '24 (Night Skinny feat. Low-Red, Tony Boy, Papa V, Nerissima Serpe, Artie 5ive, Kid Yugi e Astro)                                | 59          |                | Containers           |
| 2025                                                         | Ayahuasca (Simba La Rue feat. Tony Boy) | 1           |                | /                    |
| 2025                                                         | A casa (Boro feat. Tony Boy) | 45          |                | /                    |
| 2025                                                         | Anno fantastico (Luchè feat. Tony Boy e Shiva)                                                                                                | 9           |                | Il mio lato peggiore |
| "—" indica una pubblicazione non classificata in quel paese. | |             |                |                      |

## Altri brani entrati in classifica e/o certificati
| Anno                                                         | Titolo                                              | Classifiche | Certificazioni | Album di provenienza |
| Anno                                                         | Titolo                                              | ITA         | Certificazioni | Album di provenienza |
| ------------------------------------------------------------ | --------------------------------------------------- | ----------- | -------------- | -------------------- |
| 2021                                                         | Come mi guardi                                      | —           | - ITA: Oro     | Going Hard 2         |
| 2023                                                         | Umile (feat. Shiva)                                 | —           | - ITA: Oro     | Umile                |
| 2023                                                         | Correre (feat. Frah Quintale)                       | —           | - ITA: Oro     | Umile                |
| 2023                                                         | Victoria (feat. Artie 5ive)                         | 91          | - ITA: Oro     | Umile                |
| 2023                                                         | Dentro la mia testa                                 | 90          | - ITA: Oro     | Umile (Deluxe)       |
| 2024                                                         | Fortuna (feat. Artie 5ive)                          | 41          | - ITA: Oro     | Nostalgia (export)   |
| 2024                                                         | Sei del mattino                                     | 69          |                | Nostalgia (export)   |
| 2024                                                         | Swiss                                               | 87          |                | Nostalgia (export)   |
| 2024                                                         | Bnb Life                                            | 48          |                | Going Hard 3         |
| 2024                                                         | Perdono (feat. Shiva)                               | 10          |                | Going Hard 3         |
| 2024                                                         | Tutti i giorni                                      | 38          |                | Going Hard 3         |
| 2024                                                         | Nn so se (feat. Kid Yugi)                           | 22          |                | Going Hard 3         |
| 2024                                                         | Segnali di fumo                                     | 30          |                | Going Hard 3         |
| 2024                                                         | In automatico                                       | 42          |                | Going Hard 3         |
| 2024                                                         | Fare presto                                         | 62          |                | Going Hard 3         |
| 2024                                                         | Non mi basta mai (feat. Capo Plaza e Frah Quintale) | 18          |                | Going Hard 3         |
| 2024                                                         | Fino all'alba                                       | 78          |                | Going Hard 3         |
| 2024                                                         | Lavoro                                              | 98          |                | Going Hard 3         |
| 2024                                                         | Codeine (feat. Anna)                                | 47          |                | Going Hard 3         |
| 2024                                                         | Stanza                                              | 34          |                | Going Hard 3         |
| 2024                                                         | Total Black                                         | 71          |                | Going Hard 3         |
| 2025                                                         | Uap                                                 | 83          |                | Uforia               |
| 2025                                                         | Davvr davvr (feat. Glocky)                          | 88          |                | Uforia               |
| 2025                                                         | Oppio (feat. Simba La Rue)                          | 23          |                | Uforia               |
| 2025                                                         | Società (feat. Shiva)                               | 19          |                | Uforia               |
| 2025                                                         | Lacrime                                             | 43          |                | Uforia               |
| 2025                                                         | Giusto                                              | 58          |                | Uforia               |
| 2025                                                         | Ci credi                                            | 96          |                | Uforia               |
| 2025                                                         | 2000 pensieri                                       | 25          |                | Uforia               |
| 2025                                                         | Ibiza                                               | 94          |                | Uforia               |
| 2025                                                         | Passa il tempo                                      | 47          |                | Uforia               |
| 2025                                                         | Tu ed io (feat. Thasup)                             | 38          |                | Uforia               |
| "—" indica una pubblicazione non classificata in quel paese. |                                                     |             |                |                      |

## Collaborazioni
| Anno                                                         | Titolo | Classifiche | Certificazioni | Album di provenienza          |
| Anno                                                         | Titolo | ITA         | Certificazioni | Album di provenienza          |
| ------------------------------------------------------------ | --- | ----------- | -------------- | ----------------------------- |
| 2021                                                         | Occhi (Close Listen feat. G Ferrari e Tony Boy)                                                                            | —           |                | Angeli                        |
| 2022                                                         | Scarpe pulite (Slings feat. Tony Boy)                                                                                      | —           |                | Wave Deluxe                   |
| 2023                                                         | Highway (Diss Gacha feat. Nerissima Serpe e Tony Boy)                                                                      | —           |                | Cultura                       |
| 2023                                                         | Nike (Artie 5ive feat. Tony Boy e Digital Astro)                                                                           | —           |                | Aspettando la bellavita       |
| 2023                                                         | Sintetico (Kid Yugi e The Night Skinny feat. Tony Boy)                                                                     | 84          | - ITA: Platino | Quarto di bue                 |
| 2023                                                         | Good Vibes (MamboLosco feat. Tony Boy)                                                                                     | —           |                | Facendo faccende              |
| 2023                                                         | Turbo (Sadturs e Kiid feat. Digital Astro e Tony Boy)                                                                      | —           |                | No Regular Music              |
| 2023                                                         | Cuore dormitorio (Nerissima Serpe feat. Tony Boy)                                                                          | —           |                | Identità                      |
| 2023                                                         | Goyard (MV Killa feat. Yung Snapp e Tony Boy)                                                                              | —           |                | Fede II                       |
| 2024                                                         | Capra a tre teste (Kid Yugi feat. Artie 5ive e Tony Boy)                                                                   | 21          | - ITA: Oro     | Tutti i nomi del diavolo      |
| 2024                                                         | Praise the Lord (Mace feat. Tony Boy, Guè e Noyz Narcos)                                                                   | 22          |                | Māyā                          |
| 2024                                                         | Lumière (Mace feat. Izi, Ernia, Tony Boy e Digital Astro)                                                                  | 35          |                | Māyā                          |
| 2024                                                         | Pezzi che cadono (Papa V feat. Tony Boy)                                                                                   | —           |                | Trap fatta bene               |
| 2024                                                         | I Miss U (Capo Plaza feat. Tony Boy)                                                                                       | 15          |                | Ferite                        |
| 2024                                                         | Al limite (Tedua feat. Tony Boy)                                                                                           | 11          |                | La Divina Commedia - Paradiso |
| 2024                                                         | ABC (Anna feat. Tony Boy e Thasup)                                                                                         | 12          | - ITA: Oro     | Vera Baddie                   |
| 2024                                                         | Mai stato regolare (Sadturs e Kiid feat. Digital Astro e Tony Boy)                                                         | —           |                | No Regular Music (Deluxe)     |
| 2024                                                         | Entro nel posto (Night Skinny feat. Tony Boy, Kid Yugi e Capo Plaza)                                                       | 2           | - ITA: Oro     | Containers                    |
| 2024                                                         | Solo Dio sa (Night Skinny feat. Tony Boy, Anice, Geolier e Shiva)                                                          | 4           |                | Containers                    |
| 2024                                                         | T.O.N.Y. (Night Skinny feat. Tony Boy e Tony Effe)                                                                         | 30          |                | Containers                    |
| 2024                                                         | CNTNRS (Night Skinny feat. Jake La Furia, Emis Killa, Kid Yugi, Tony Boy, Rasty Kilo, Guè, Paky, Nerissima Serpe e Papa V) | 14          |                | Containers                    |
| 2024                                                         | Milly Rock (DrefGold feat. Tony Boy)                                                                                       | —           |                | Goblin                        |
| 2025                                                         | Rimasugli (Papa V, Nerissima Serpe e Fritu feat. Tony Boy)                                                                 | 47          |                | Mafia Slime 2                 |
| 2025                                                         | Cocco24 (Jake La Furia feat. Noyz Narcos, Tony Boy e Papa V)                                                               | 46          |                | Fame                          |
| 2025                                                         | Con uno sguardo (Jake La Furia feat. Tony Boy)                                                                             | 67          |                | Fame                          |
| 2025                                                         | Brazy (Artie 5ive feat. Tony Boy)                                                                                          | 18          |                | La bellavita                  |
| 2025                                                         | Chanel (Vale Pain feat. Tony Boy)                                                                                          | —           |                | Pain 2                        |
| 2025                                                         | Sentimenti (Lele feat. Tony Boy)                                                                                           | —           |                | Piano A                       |
| 2025                                                         | Non sei con me (Guè e Rasty Kilo feat. Tony Boy)                                                                           | —           |                | KG                            |
| 2025                                                         | Comfort (Slings feat. Tony Boy)                                                                                            | 87          |                | Too Clean                     |
| 2025                                                         | Gloria (Sadturs e Kiid feat. Tony Boy)                                                                                     | 55          |                | No Regular Music 2            |
| 2025                                                         | Ferrari bianca (Sadturs e Kiid feat. Astro e Tony Boy)                                                                     | 74          |                | No Regular Music 2            |
| "—" indica una pubblicazione non classificata in quel paese. | |             |                |                               |